# Sorpresa de Arlabán (1812)
La Sorpresa de Arlabán (1812), también conocida como Segunda sorpresa de Arlabán, tuvo lugar en el puerto de Arlabán, entre Guipúzcoa y Álava, el 9 de abril de 1812, durante la Guerra de Independencia Española. Una fuerza española de 3000–3500 hombres conducidos por Francisco Espoz y Mina interceptó un gran convoy francés (2.000–3000 soldados de infantería y 150 de caballería) del general de división Caffarelli. El ataque fue un éxito, y tras una hora los franceses fueron completamente derrotados. Las bajas españolas se estimaron en 30 muertos y heridos, mientras que los franceses perdieron entre 600–700 hombres, aparte de 300 prisioneros. Los españoles además rescataron a 800 prisioneros, tanto españoles como británicos y portugueses (entre estos, 5 oficiales), y capturaron el valioso material del convoy (armas y suministros, dos banderas, cartas de José Bonaparte a Napoleón, y gran cantidad de joyas, valoradas entre 700.000 y 800.000 francos). El secretario personal de José Bonaparte, Jean Deslandes, murió en esta acción.